# Brachycybe picta
Brachycybe picta är en mångfotingart som beskrevs av Gardner 1975. Brachycybe picta ingår i släktet Brachycybe och familjen Andrognathidae. Inga underarter finns listade i Catalogue of Life.